# Шахта «Ударник»
ДП «Шахта „Ударник“» (на стадії реорганізації). Входить до ВО «Сніжнеантрацит». Розташована у місті Сніжне Донецької області.
Фактичний видобуток 1458/1104 т/добу (1990/1999).
Максимальна глибина 820/850 м (1990/1999). Протяжність підземних виробок 86,0/72,2 км (1990/1999). У 1990—1999 розробляла пласти h3, h7, h6 та h2 потужністю 1,1-1,23 м, кути падіння 6-10°.
Кількість очисних вибоїв 4/3, підготовчих 6/6 (1990/1999).
Кількість працюючих: 2419/2630 осіб, в тому числі підземних (підземних): 1640/1601 осіб (1990/1999).
Адреса: 86500, вул. Леніна, 38, м.Сніжне, Донецької обл.